# Waisea Nayacalevu
Waisea Nayacalevu Vuidravuwalu (26. června 1990 Navua, Fidži) je fidžijský ragbista hrající na pozici pravé tříčtvrtky za anglický klub Sale Sharks. S klubem Stade Francais vyhrál v roce 2015 francouzskou ligu. V sezoně 2016/17 položil ve francouzské lize nejvíce pětek (14). 
Zúčastnil se MS 2015, MS 2019 a MS 2023. Byl kapitánem na MS 2023 i při historicky první výhře Fidži nad Anglií. S reprezentací vyhrál v letech 2015 a 2016 Pacifický pohár. V roce 2012 až 2016 byl součástí sedmičkové reprezentace. 
V červenci 2017 byl obviněn za úmyslné násilí a sexuální napadení, když opilý odcházel z nočního klubu. Nakonec byl odsouzen ke 120 hodinám veřejně prospěšných prací (TIG) za násilí v opilosti a musel zaplatit oběti 400 eur. 